# Freeks (banda sonora)
Freeks (banda sonora original) es la banda sonora de la serie web homónima, lanzado el 27 de junio de 2023 a través de Walt Disney Records
Contiene siete canciones originales y siete piezas de Música incidental

## Sencillo
«Torcer el rumbo», se lanzó el 16 de junio de 2023 como parte de la promoción de la serie, y también sirve como su tema principal. Esta canción es interpretada por el elenco principal de Freeks.

## Lista de canciones
| N.º   | Título                   | Escritor(es)                                                     | Duración |  |
| 1.    | «Torcer el rumbo»        | Federico Vilas, Mauro Franceschini Campo                         | 2:26     |  |
| 2.    | «Estaré aquí»            | Federico Vilas, Mauro Franceschini Campo                         | 3:06     |  |
| 3.    | «Será lo que será»       | Eduardo Emilio Frigerio, Ezequiel Bauza                          | 2:25     |  |
| 4.    | «Brujería»               | Eduardo Emilio Frigerio, Ezequiel Bauza                          | 3:21     |  |
| 5.    | «Solo tú»                | Federico Vilas, Mauro Franceschini Campo                         | 3:31     |  |
| 6.    | «Ya no hay vuelta atrás» | Daniela Evelyn Lapadula, Federico San Millán, José María Lassaga | 3:40     |  |
| 7.    | «Quieres de mí»          | Daniela Evelyn Lapadula, Federico San Millán, José María Lassaga | 3:11     |  |
| 8.    | «Brujería - dueto»       | Eduardo Emilio Frigerio, Ezequiel Bauza                          | 3:32     |  |
| 9.    | «Vamos»                  | Javier Zacharias, Sergei Grosny                                  | 0:51     |  |
| 10.   | «Gi espia»               | Javier Zacharias, Sergei Grosny                                  | 1:02     |  |
| 11.   | «La firma»               | Javier Zacharias, Sergei Grosny                                  | 3:18     |  |
| 12.   | «Nina y gaspar»          | Javier Zacharias, Sergei Grosny                                  | 1:49     |  |
| 13.   | «Te entiendo»            | Sergei Grosny                                                    | 1:09     |  |
| 14.   | «Amig@s»                 | Javier Zacharias, Sergei Grosny                                  | 0:49     |  |
| 15.   | «Una posibilidad»        | Javier Zacharias, Sergei Grosny                                  | 1:19     |  |
| 35:44 |                          |                                                                  |          |  |

## Historial de lanzamiento
| Región  | Fecha               | Sello               | Formato                     | Ref   |
| ------- | ------------------- | ------------------- | --------------------------- | ----- |
| Mundial | 27 de junio de 2023 | Walt Disney Records | Descarga digital, streaming | [ 4 ] |